# Lilibea
Lilibea o Lilibeo (en latín: Lilibaeum, griego: Λιλυβαῖον), la moderna Marsala, fue una ciudad de Sicilia en el cabo del mismo nombre en el extremo oeste de Sicilia (actual Cabo Boeo), uno de los tres cabos que dieron a Sicilia el nombre de Trinacria. Era el punto más cercano a África. 

## Historia

Ubicación de Lilibea, en el oeste de Sicilia.

Diodoro Sículo dice que en 580 a. C. gentes de Cnido dirigidas por Pantalos desembarcaron cerca de Lilibea, fueron derrotados por los fenicios y sus aliados y después fundaron la colonia de Lípari.
Diodoro también habla de los lilibeos cuando en 454 a. C. estaban en guerra con Segesta por el territorio del río Mazaros, pero podría ser un error.
En 409 a. C. desembarcó en el cabo Lilibea el cartaginés Aníbal Magón con un ejército para atacar Selinunte.
No fue ciudad hasta después de la destrucción de Motia por Dionisio I de Siracusa en 397 a. C., cuando la fundaron los cartagineses para instalar a los habitantes de la ciudad destruida. Fue fortificada y se convirtió en plaza fuerte púnica, estratégicamente situada, y fue su último reducto en la isla. 
En el 368 a. C. se libró una decisiva batalla naval entre Cartago y Siracusa frente a sus costas, en la que el tirano Dionisio I fue derrotado. Muerto poco después, fue su hijo quien firmó la paz con Cartago.
En el 276 a. C. Pirro de Epiro asedió la ciudad y expulsó a los cartagineses de sus otras posesiones, pero los púnicos enviaron suministros por el mar, y Pirro hubo de levantar el sitio a los dos meses.
En la primera guerra púnica, defendida por una guarnición al mando de Himilcón, al que sustituyó Giscón, resistió un intento de asedio romano por una flota a las órdenes de Lucio Manlio Vulsón Longo en el 250 a. C. El asedio fue célebre en su tiempo. Los cartagineses sólo conservaron Lilibea y Drépano. Ambas partes utilizaron todos sus recursos. Himilcón defendía la ciudad y los romanos tuvieron que bloquearla. Una flota cartaginesa pudo llevar ayuda por mar y, cuando el cartaginés Aderbal, que estaba con la flota en Drépano, derrotó al cónsul romano Publio Claudio Pulcro en 249 a. C., los romanos abandonaron el asedio, pero amenazaron la ciudad varios años más. Al undécimo año de lucha, C. Lutatius Catulus obtuvo la victoria de las islas Egadas (241 a. C.), los cartagineses hubieron de firmar la paz y Giscón, que había sustituido a Himilcón en el mando, evacuó a las tropas de Lilibea y Drépano. 
Fue ciudad romana de provincia, pero de cierta importancia y punto estratégico para la invasión de África, que sirvió en la segunda guerra púnica (218 a. C.) como base de la flota romana bajo el pretor M. Emilio, quien frustró una incursión naval cartaginesa. Desde ella se hicieron incursiones en la costa africana. 
Por dos veces (204 a. C. y 149 a. C.), Escipión el Africano reunió el ejército y la flota en Lilibea como punto de salida hacia África.
En las guerras civiles fue cuartel de Julio César en su campaña africana contra Juba I (47 a. C.). Fue base naval de Sexto Pompeyo en su guerra contra César Augusto en 36 a. C.
El comercio con África mantuvo la prosperidad de la ciudad y fue la residencia habitual de uno de los dos cuestores de Sicilia. Cicerón fue cuestor en Lilibea y la llamaba “splendidissima civitas”. Aún era importante en tiempos de Estrabón, frente a la decadencia de otras ciudades y permaneció próspera durante el Imperio romano.
En una inscripción se dice que la ciudad tenía doce tribus. Aun después de la caída del Imperio permaneció siendo la principal ciudad de Sicilia bajo los godos y vándalos. Los árabes le dieron el nombre de Marsa Alla (Puerto de Dios), del que deriva su nombre moderno. 
El puerto fue bloqueado en el siglo XVI por orden del emperador Carlos V para protegerla de los ataques de los piratas berberiscos, y Trapani la sustituyó como puerto principal. 
Quedan pocos restos de la antigua ciudad, pero se han encontrado algunas esculturas, objetos y monedas.